# Acvilă neagră
Acvila neagră (Aquila verreauxii) este o pasăre răpitoare mare aparținând familiei Accipitridae. Trăiește în regiunile colinare și muntoase din sudul și estul Africii (cu o extindere marginală în Ciad, Mali și Niger) și foarte local în Orientul Mijlociu.

## Taxonomie
Această specie a fost descrisă pentru prima dată de René Primevère Lesson în publicația sa din 1830, Centurie zoologique, ou choix d'animaux rares, nouveaux ou imparfaitement connus, ca Aquila Verreauxii. Numele speciei îl comemorează pe naturalistul francez Jules Verreaux⁠(d), care a vizitat Africa de Sud la începutul secolului al XIX-lea și a colectat specimenul tip pentru Academia Franceză de Științe.

## Descriere

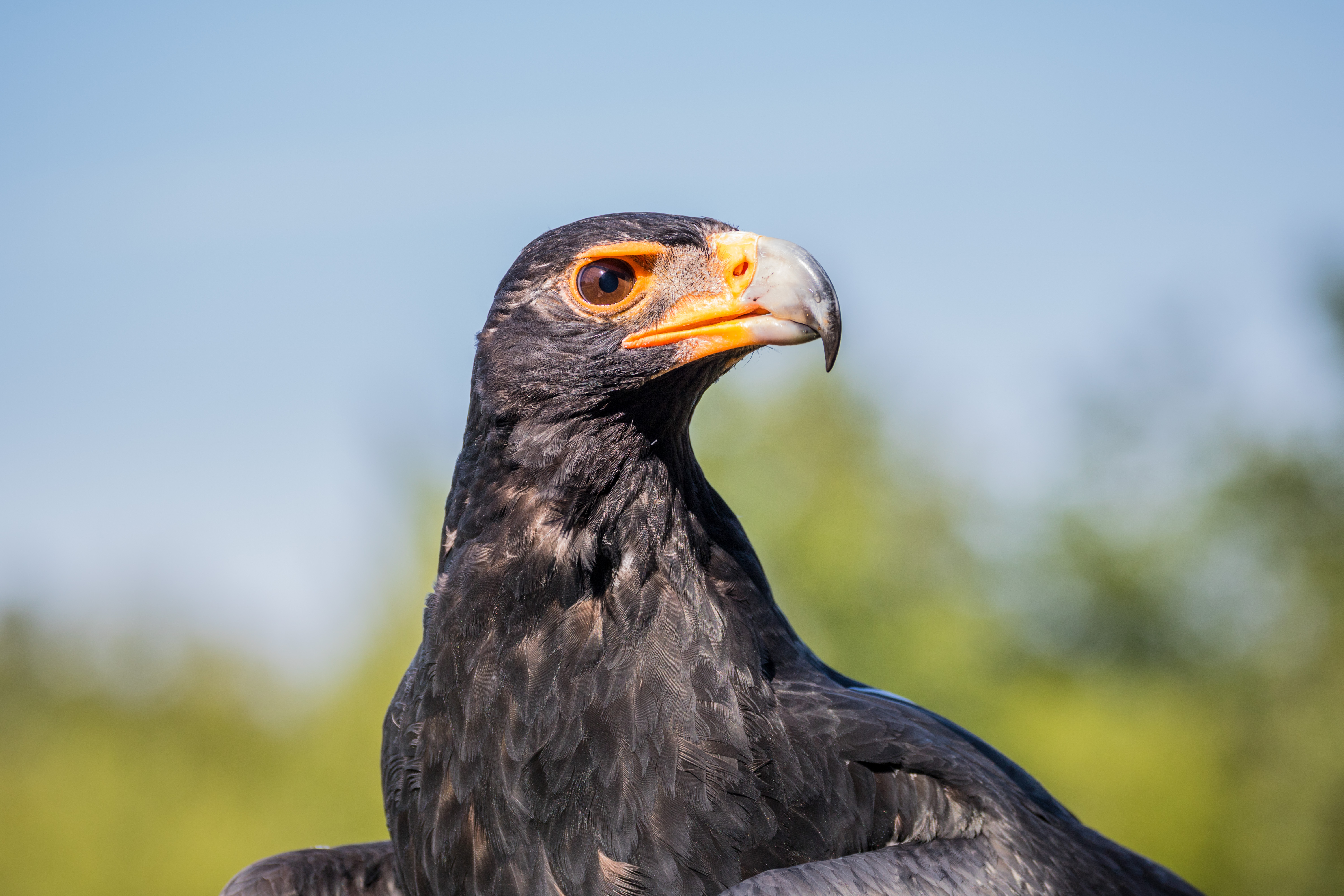
Portret al Aquila verreauxii

Acvila neagră este un vultur foarte mare. Acesta măsoară între 75 și 96 cm lungime de la cioc până la vârful cozii, fiind al șaselea cel mai lung vultur din lume. Masculii pot cântări între 3 și 4,2 kg, iar femelele mai mari cântăresc între 3,1 și 7 kg. Greutatea medie este de aproximativ 4,19 kg, pe baza greutății a 21 de vulturi de ambele sexe. Cu toate acestea, alte măsurători ale masei corporale medii raportate ale acvilei negre au fost mai mici. Are o anvergură a aripilor cuprinsă între 1,81 și 2,3 metri. Coarda aripilor masculului este cuprinsă între 56,5 și 59,5 cm, iar cea a femelei între 59 și 64 cm. Printre alte măsurători standard la acvila neagră, ambele sexe măsoară între 27,2 și 36 cm în lungimea cozii și între 9,5 și 11 cm în tarsus.
În afară de micul avantaj de mărime al femelei, masculii și femelele adulte nu se deosebesc fizic unul de celălalt. Penajul adultului este în cea mai mare parte de culoare neagră. Culoarea galbenă a structurii ceroase de la baza ciocului (ciocul este gri-metal), inelul ochiului și „sprâncenele”, toate ies în evidență în contrast cu penajul negru.

## Galerie

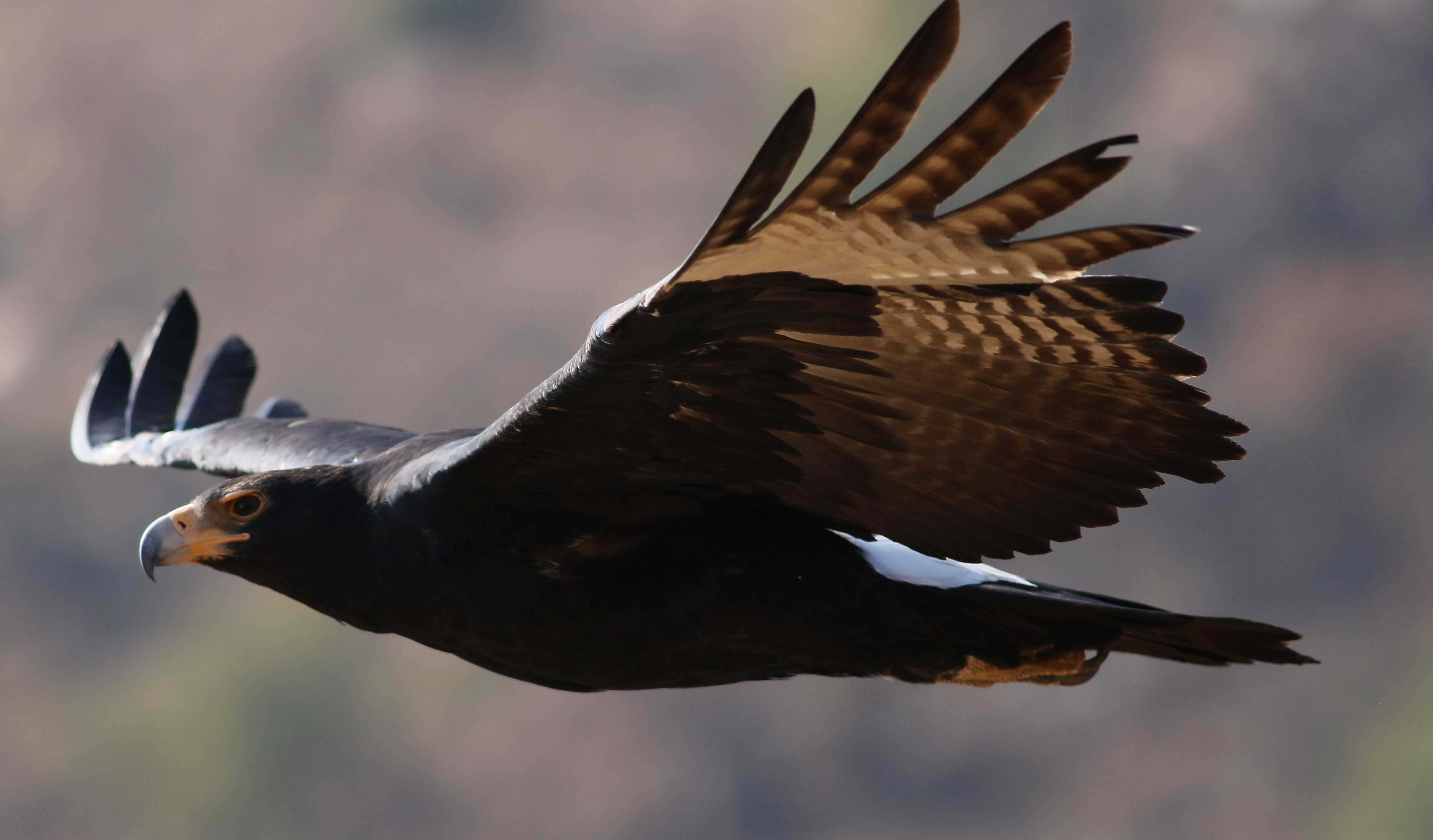
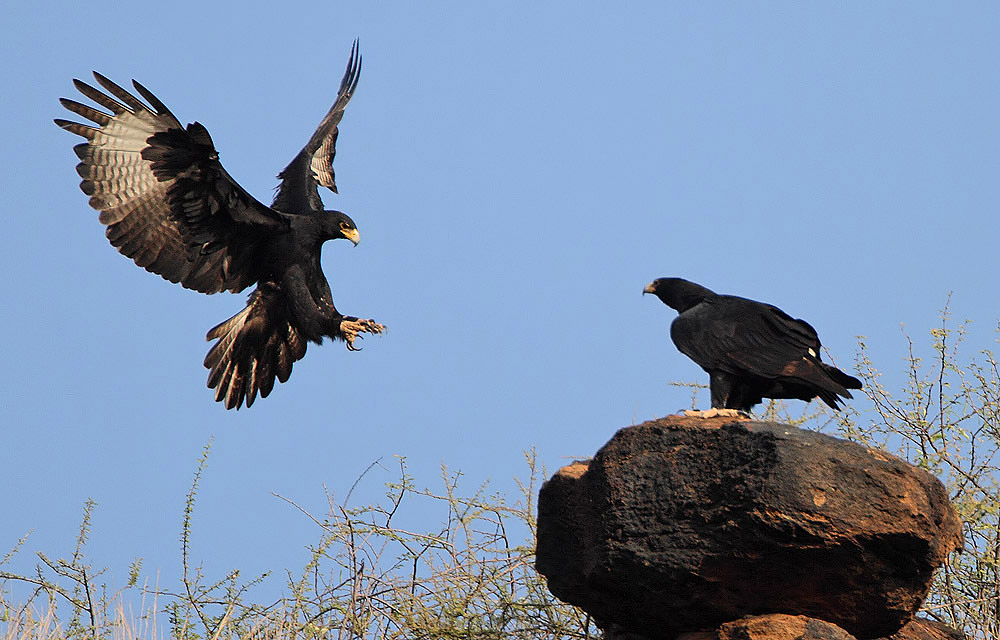
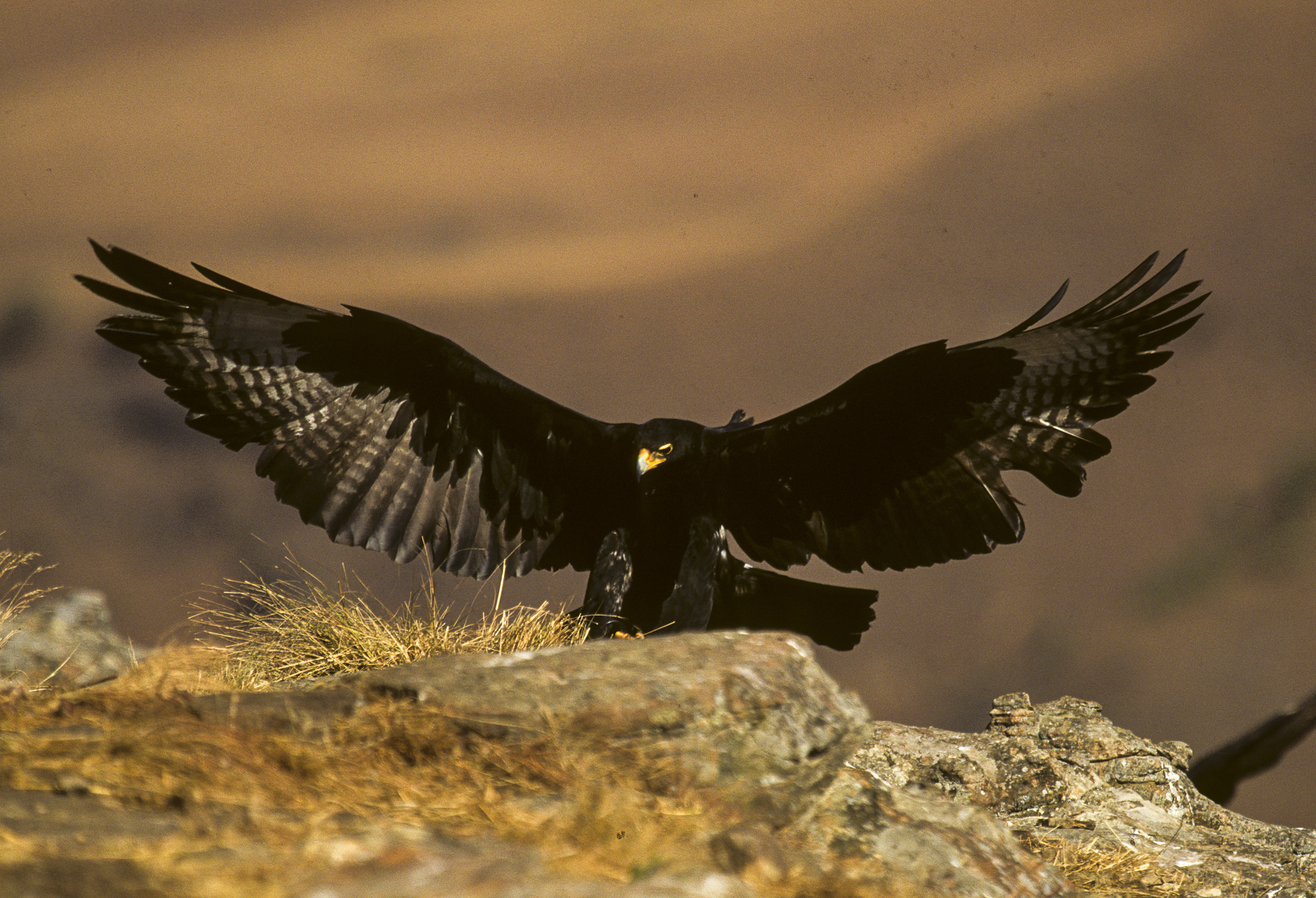